# Carcinoma adenoide quístico
El carcinoma adenoide quístico es un tipo de cáncer poco común que puede presentarse en distintos lugares del cuerpo. Este tumor suele aparecer en las glándulas salivales, pero también en otros lugares como la mama, glándula lagrimal, pulmón, cerebro, glándula vestibular mayor, tráquea, y los senos paranasales.
Es el tumor maligno de la glándula salival más común (después del carcinoma mucoepidermoide y el adenocarcinoma polimorfo de bajo grado). Representa el 28% de los tumores malignos de las glándulas submandibulares, lo que lo convierte en el tumor maligno más común en esta región. Los pacientes pueden sobrevivir durante años con metástasis debido a que este tumor es generalmente bien diferenciado y de crecimiento lento. En un estudio de 1999 de una muestra de 160 pacientes, la supervivencia específica de la enfermedad fue del 89% a los 5 años, pero solo del 40% a los 15 años, lo que refleja muertes por metastásica tardía.

## Tratamiento
El principal tratamiento para este cáncer, independientemente de la zona del cuerpo, es la extirpación quirúrgica con bordes limpios. Esta cirugía puede resultar complicada en la región de la cabeza y el cuello debido a la tendencia de este tumor a diseminarse a lo largo de las vías nerviosas. La radioterapia adyuvante o paliativa se aplica habitualmente después de la cirugía. Para los tumores avanzados de las glándulas salivales mayores y menores que no se pueden operar, que son recurrentes, o que presentan residualidad macroscópica después de la cirugía, la terapia con radiación de neutrones se considera la forma de tratamiento más efectiva.